# Feuchtbereiche am Steizbrunn-Graben
Das Naturschutzgebiet Feuchtbereiche am Steizbrunn-Graben liegt auf dem Gebiet des unterfränkischen Landkreises Rhön-Grabfeld. Das Gebiet erstreckt sich nordwestlich der Kernstadt Bischofsheim in der Rhön. Durch das Gebiet und an seinem südwestlichen Rand verläuft die B 278, am nordöstlichen Rand die St 3396 und südlich des Gebietes die B 279. Am östlichen Rand fließt der Moorbach, südöstlich erstreckt sich das 302,77 ha große Naturschutzgebiet Steinberg und Wein-Berg, nordwestlich verläuft die Landesgrenze zu Hessen. 

## Bedeutung
Das 99,06 ha große Gebiet mit der Nr. NSG-00505.01 wurde im Jahr 2000 unter Naturschutz gestellt.